# 斑胸树鸭
，是雁形目鸭科的一种鸟类。其种加词“arcuata”意为“弓形的”、“弯曲的”。

## 特征
斑胸树鸭体重约796.18克，翼长约186毫米，嘴峰长约42毫米，喙宽度约15.4毫米，喙厚度约14.1毫米，跗蹠长约45.4毫米，尾长约49.8毫米。斑胸树鸭是部分迁徙的鸟类，其栖息在开放的湖泊、沼泽等湿地环境中。食性为草食性，主要食物来源是水生植物。

## 亚种
- ：分布于菲律宾至印度尼西亚。
- ：分布于南新几内亚和澳大利亚北部和东部。
- ：分布于新不列颠岛（俾斯麦群岛）。[4]